# Somogyi Jenő
Somogyi Jenő dr. (1924–1999) magyar szállodai vállalat vezérigazgatója, sportvezető.

## Életpálya
Iskolái elvégzése után a XIII. kerületi vendéglátó vállalatnál dolgozott, majd a tanácsi vendéglátó vállalat igazgatója lett. Nevéhez fűződik az ország első terelő önkiszolgáló hálózatának létrehozása, a XIII. kerületi tejbolthálózat kialakítása. 1960-ban kinevezték a Pannónia Éttermi és Büfé Vállalat igazgatójának, később vezérigazgatójának, ahol nyugdíjba vonulásáig dolgozott. Az éttermekből és a büfékből álló cégből egy nemzetközi szállodavállalatot szervezett. Nevéhez kötik az ország első nagy szállodaépítési programját (Hyatt, Novotel, Penta, régi szállók rekonstrukciója), valamint a Budapest Kongresszusi Központ és a Volga Szálló létrehozása. 

## Sportvezetői pályafutása
Kiemelkedő sportpályafutását jégkorong szakosztály vezetőként a Vörös Meteor Egyesületnél kezdte. Később a Magyar Súlyemelő-szövetség elnöke lett, majd a VM Egyetértés labdarúgócsapat elnökévé nevezték ki, innen került át az MTK elnöki székébe. 
1986-tól volt a Magyar Labdarúgó-szövetség elnöke.
1988. július 4-én-én, az MLSZ elnöke felhívta telefonon az MTI szerkesztőségét és közölte: A kialakult helyzetre és egészségi állapotom megromlására való tekintettel lemondok a Magyar Labdarúgó-szövetség elnöki tisztéről.

## Szakmai sikerek
Kiemelkedő munkásságát számos kitüntetéssel (Állami Díjat –1985 kapott Demján Sándorral közösen) ismerték el.

## Külső hivatkozások
- Somogyi Jenő. World Referee. [2016. március 5-i dátummal az eredetiből archiválva]. (Hozzáférés: 2013. június 11.)
- Somogyi Jenő. nava.hu. (Hozzáférés: 2013. június 11.)[halott link]